# پناهگاه صخره‌ای طول کش
پناهگاه صخره‌ای طول کش مربوط به دوران پارینه‌سنگی جدید است و در شهرستان پل‌دختر، بخش مرکزی، دهستان ملاوی، روستای خرسدر واقع شده و این اثر در تاریخ ۱۵ دی ۱۳۸۷ با شمارهٔ ثبت ۲۴۲۴۷ به‌عنوان یکی از آثار ملی ایران به ثبت رسیده است.